# Чехово (Крым)
Че́хово (до 1948 года Ага́й; укр. Чехове, крымскотат. Ağay, Агъай) — село в Раздольненском районе Республики Крым, входит в состав Серебрянского сельского поселения (согласно административно-территориальному делению Украины — Серебрянского сельского совета Автономной Республики Крым)

## Население
| 2001 | 2014 |
| ---- | ---- |
| 351  | ↘124 |

Всеукраинская перепись 2001 года показала следующее распределение по носителям языка
| Язык             | Процент |
| ---------------- | ------- |
| русский          | 43.3    |
| крымскотатарский | 39.32   |
| украинский       | 16.24   |

### Динамика численности
| - 1806 год — 51 чел. - 1864 год — 21 чел. - 1900 год — 91 чел. - 1905 год — 173 чел. - 1915 год — 274 чел. | - 1918 год — 220 чел. - 1926 год — 270 чел. - 2001 год — 351 чел. - 2009 год — 288 чел. - 2014 год — 124 чел. |

## Современное состояние
На 2016 год в Чехово числится 8 улиц; на 2009 год, по данным сельсовета, село занимало площадь 190,3 гектара, на которой в 76 дворах проживало 288 человек. В селе действует сельский клуб. Чехово связано автобусным сообщением с райцентром и соседними населёнными пунктами.

## География
Чехово — село на юге района, в степном Крыму, у границы с Сакским районом, высота центра села над уровнем моря — 48 м. Ближайшие населённые пункты — Берёзовка в 5,5 км на запад и Красноармейское в 6 км на восток. Расстояние до райцентра около 35 километров (по шоссе), ближайшая железнодорожная станция — Евпатория — примерно 48 километров. Транспортное сообщение осуществляется по региональной автодороге 35Н-421 Берёзовка — Овражное (по украинской классификации — С-0-11101).

## История
Первое документальное упоминание села встречается в Камеральном Описании Крыма… 1784 года, судя по которому, в последний период Крымского ханства Агаи входил в Шейхелский кадылык Козловского каймаканства. После присоединения Крыма к России (8) 19 апреля 1783 года, (8) 19 февраля 1784 года, именным указом Екатерины II сенату, на территории бывшего Крымского ханства была образована Таврическая область и деревня была приписана к Евпаторийскому уезду. После павловских реформ, с 1796 по 1802 год входила в Акмечетский уезд Новороссийской губернии. По новому административному делению, после создания 8 (20) октября 1802 года Таврической губернии, Агай был включён в состав Хоротокиятской волости Евпаторийского уезда.
По Ведомости о волостях и селениях, в Евпаторийском уезде с показанием числа дворов и душ… от 19 апреля 1806 года в деревне Агай числилось 3 двора, 49 крымских татар и 2 ясыров. На военно-топографической карте генерал-майора Мухина 1817 года деревня обозначена с 7 дворами. Время переименования волости в Сакльскую пока не установлено — название фигурирует уже в материалах реформы волостного деления 1829 года, после которой Агай, согласно «Ведомости о казённых волостях Таврической губернии 1829 года», передали в состав Аксакал-Меркитской волости. На карте 1836 года в деревне 4 двора, а на карте 1842 года Агай обозначен условным знаком «малая деревня», то есть, менее 5 дворов и при ней господский двор.
В 1860-х годах, после земской реформы Александра II, деревню приписали к Курман-Аджинской волости. В «Списке населённых мест Таврической губернии по сведениям 1864 года», составленном по результатам VIII ревизии 1864 года, Агай — владельческая татарская деревня, с 3 дворами, 21 жителем и мечетью при колодцах. По обследованиям профессора А. Н. Козловского 1867 года, вода в колодцах деревни была пресная, а их глубина колебалась от 20 до 30 саженей (42—64 м). На трёхверстовой карте Шуберта 1865—1876 года в деревне Агай обозначено 5 дворов. Согласно энциклопедическому словарю «Немцы России», в 1880 году, на месте опустевшей деревни, крымскими немцами лютеранами были основаны 2 села: Агай Белонский и Агай Гердтовский, на 1700 и 1500 десятинах земли соответственно. На верстовой карте 1890 года в одной деревне Агай 31 двор с немецким населением (видимо, реально 2 селения, поскольку состоит из двух расположенных рядом частей, каждая с отдельным кладбищем), в восточной части обозначена мельница. В «Памятной книге Таврической губернии 1889 года» деревня не записана, а в «…Памятной книжке Таврической губернии на 1892 год», о деревне Агай, входившей в Дениз-Байчинский участок, никаких сведений, кроме названия, не приведено.
Земская реформа 1890-х годов в Евпаторийском уезде прошла после 1892 года, в результате Агай определили центром Агайской волости.
По «…Памятной книжке Таврической губернии на 1900 год» в деревне числился 91 житель в 17 дворах. Существовал также посёлок Агай со 127 жителями в 19 дворах. В 1905 году в Агае Белонском было 94 жителя, в Агае Гердтовском — 79. На 1914 год в селении действовала лютеранская школа грамотности. По Статистическому справочнику Таврической губернии. Ч.II-я. Статистический очерк, выпуск пятый Евпаторийский уезд, 1915 год, в Агайской волости Евпаторийского уезда числились деревни Агай-Белонский, в 17 дворов с немецким населением в количестве 163 человека приписных жителей и 7 — «посторонних», из которых 92 мужчины и 78 женщин. Жители владели 1500 десятинами удобной земли. В хозяйствах имелось 181 лошадь, 27 волов, 43 коровы и 421 голова мелкого скота и Агай-Гердтовский — 14 дворов, 91 человек приписных жителей и 13 — «посторонних», также немцев (54 мужчины, 50 женщин, 330 десятин удобной земли, 120 лошадей, 21 корова, 36 голов мелкого скота). На 1917 год в деревне действовало почтовое отделение. Согласно списку 1915 года «…русских подданных из австрийских, венгерских или германских выходцев» землевладельцев, опубликованном в газете «Таврические губернские ведомости» в апреле 1915 года, при деревне Агай выделялась многочисленная семья Белон: Андрей, Готлиб, Фридрих, Карл и Христина Андреевичи имели по 76 десятин 857 квадратных саженей земли, Яков Андреевич — 116 дес. 1988 кв. саж., Фридрих Фридрихович владел 66 дес. 1600 кв. саж. и Фридрих Андреевич — 605 дес. 1400 кв. саж.. В семье Бауман Адольф Павлович имел сам 113 дес. 841 кв. саж. и совместно с женой Якубиной Готлибовной — 152 дес. 1200 кв. саж.. Братья Герд, Александр и Иоганес Яковлевичи имели по 12 дес. 1750 кв. саж. и Отто Гебенсбауэр — 100 дес.. На 1917 год в селении действовало отделение почты. В 1918 году население в Агай-Белонском составило в 100 человек, в Агай-Гердтовском — 120 человек
После установления в Крыму Советской власти, по постановлению Крымревкома от 8 января 1921 года № 206 «Об изменении административных границ» была упразднена волостная система и в составе Евпаторийского уезда был образован Бакальский район, в который включили село, а в 1922 году уезды получили название округов. 11 октября 1923 года, согласно постановлению ВЦИК, в административное деление Крымской АССР были внесены изменения, в результате которых округа были отменены, Бакальский район упразднён и село вошло в состав Евпаторийского района. Согласно Списку населённых пунктов Крымской АССР по Всесоюзной переписи 17 декабря 1926 года, 2 села Агай — Белонский, с 50 дворами, из них 35 крестьянских, населением 157 человек, из которых 100 немцев, 44 русских, 6 украинцев, 6 армян, 1 записан в графе «прочие», и бывший Гердта, с 23 дворами, из них 18 крестьянских, населением 113 человек, из которых 102 немца, 5 татар, 3 русских, 2 эстонца, 1 украинец, действовала немецкая школа, а также хутор Агай (3 двора и 6 жителей), входили в состав упразднённого к 1940 году Агайского сельсовета Евпаторийского района (видимо, это были просто части селения, поскольку на картах обозначался Агай один). Постановлением ВЦИК РСФСР от 30 октября 1930 года (по другим данным 15 сентября 1931 года) был создан Фрайдорфский еврейский национальный (лишённый статуса национального постановлением Оргбюро ЦК КПСС от 20 февраля 1939 года) район (переименованный указом Президиума Верховного Совета РСФСР № 621/6 от 14 декабря 1944 года в Новосёловский) и село включили в его состав. Видимо, тогда же был упразднён сельсовет, поскольку в 1940 году его уже не было. Вскоре после начала Великой Отечественной войны, 18 августа 1941 года крымские немцы были выселены, сначала в Ставропольский край, а затем в Сибирь и северный Казахстан.
С 25 июня 1946 года Агай в составе Крымской области РСФСР. Указом Президиума Верховного Совета РСФСР от 18 мая 1948 года, Агай переименовали в Чехово. 25 июля 1953 года Новоселовский район был упразднён и село включили в состав Раздольненского. 26 апреля 1954 года Крымская область была передана из состава РСФСР в состав УССР. Время включения в Воронкинский сельсовет пока не установлено: на 15 июня 1960 года село уже числилось в его составе. Указом Президиума Верховного Совета УССР «Об укрупнении сельских районов Крымской области», от 30 декабря 1962 года село присоединили к Черноморскому району. 1 января 1965 года, указом Президиума ВС УССР «О внесении изменений в административное районирование УССР — по Крымской области», вновь включили в состав Раздольненского. На 1 января 1977 года Чехово в составе Серебрянского сельсовета. С 12 февраля 1991 года село в восстановленной Крымской АССР, 26 февраля 1992 года переименованной в Автономную Республику Крым. С 21 марта 2014 года в составе Крыма аннексировано Россией.